# Alexandrine Delaval
Alexandrine Delaval, dite aussi Alexandrine de Laval, est une artiste peintre française née à Paris le 10 août 1785 et morte à Nice le 12 février 1859. Elle expose des portraits, des peintures d'histoire et des scènes de genre au Salon de 1808 à 1837. Elle est aujourd'hui surtout connue pour son tableau Malvina. Chant de douleur sur la perte de son cher Oscar, acquis par le musée d'Arts de Nantes en 2012.

## Biographie
Née à Paris le 10 août 1785, Louise Alexandrine Ursule Delaval est la fille de Louis Alexandre Delaval et de Marie Ursule Faure.
Elle meurt à l'âge de 73 ans le 12 février 1859 à Nice, à l'hôtel de l'Univers, situé place Saint-Dominique (actuelle place du Palais de Justice),.

## Œuvres
- Portrait en pied d’une femme, Salon de 1808 (no 156)[3];

- Malvina — Chant de douleur sur la perte de son cher Oscar (Poésies d’Ossian), Salon de 1810, (no 215)[4], huile sur toile, 92 × 114 cm, musée d'Arts de Nantes[5];

- Jeune fille conduisant sa mère aveugle, Salon de 1812 (no 258)[6], présenté de nouveau au Salon de 1814 (no 274)[7];

- Plusieurs portraits, Salon de 1812, (no 259)[6];

- Trait de la jeunesse de Henri IV[note 2], Salon de 1814 (no 272)[8];

- Portrait d’un enfant avec un chien, Salon de 1814 (no 273)[7];

- Plusieurs portraits, Salon de 1814 (no 275)[7];

- Corisandre, d'après Amadis de Gaule[note 3], Salon de 1819 (no 308)[9], présenté de nouveau au Salon de Douai de 1829 (no 110)[10];

- Portrait de feu Piggiani, fondeur de la statue équestre de Henri IV, Salon de 1819 (no 309)[11];

- Plusieurs portraits, Salon de 1819 (no 310)[11];

- Copie de La Belle Jardinière de Raphaël, Salon de Douai, 1819 (no 110)[12];

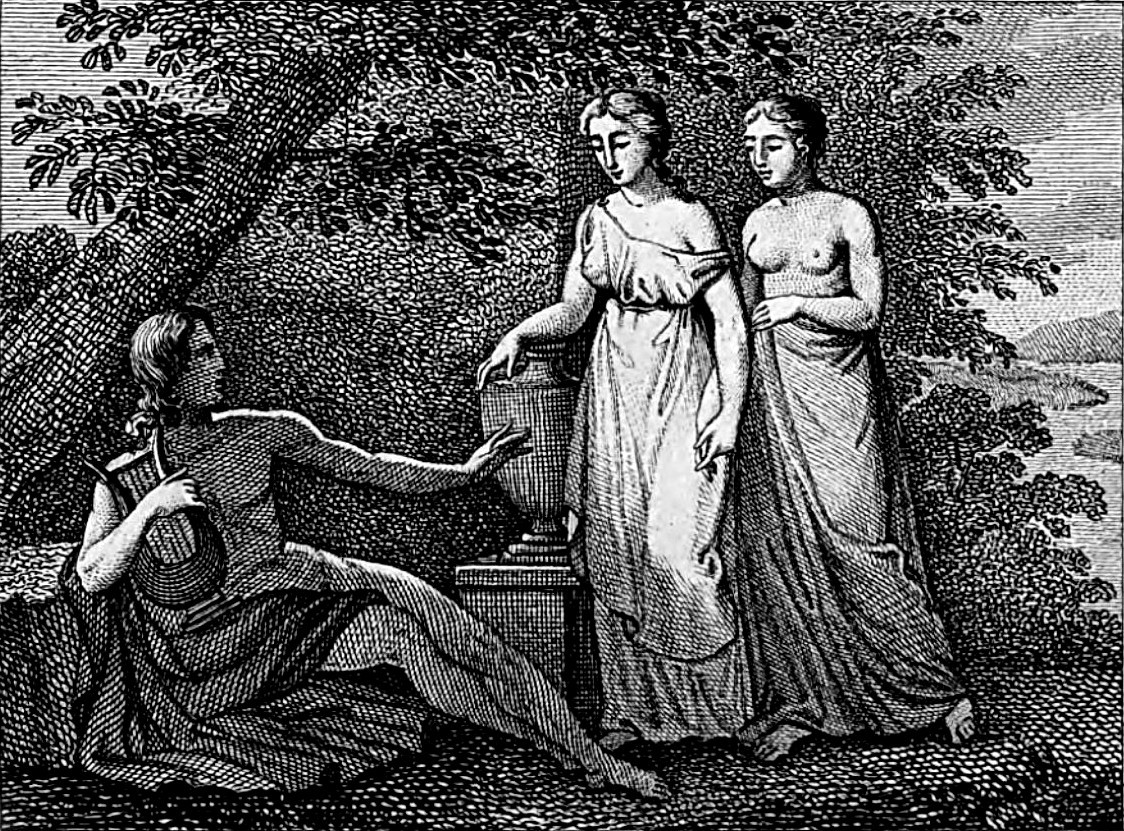
Alexis, gravure anonyme d'après le tableau présenté au Salon de 1822 (La Guirlande des Dames, 1823)

- Alexis, d'après les Idylles de Gessner[note 4], Salon de 1822 (no 323)[13], présenté de nouveau au Salon de Lille de 1822[14], reproduit en gravure dans l'almanach La Guirlande des Dames (1823)[15] et l'Album des Muses (1827)[16];

- Plusieurs portraits, Salon de 1822 (no 324)[17];

- La Vierge et l'Enfant Jésus, Salon de 1824 (no 463)[18], présenté de nouveau au Salon de Douai de 1829 (no 111)[19];

- La Petite laitière de Madame Elisabeth (d'après la romance du Pauvre Jacques)[note 5], Salon de 1824 (no 464)[20];

- La Madeleine dans le désert, Salon de 1827 (no 310)[21];

- Portrait de M. ***, exposition du musée Colbert, décembre 1829, (no 112)[22]

- Henri et Fleurette, Salon de 1831 (no 533)[23];

- Claudine ou l’abandon, sujet tiré de Florian, Salon de 1836 (no 506)[24];

- Les deux chasseresses, ou la mélancolie, Salon de 1837 (no 503)[25];